# Casa de lemn Ion Chilianu
Casa de lemn Ion Chilianu este un monument istoric aflat pe teritoriul satului Urechești, comuna Drăguțești.